# Nicolas Peifer
Nicolas Peifer (Straatsburg, 13 oktober 1990) is een rolstoeltennisspeler uit Frankrijk. Hij won acht grandslamtitels in het dubbelspel.(september 2022)
Op de Paralympische Zomerspelen 2016 won hij een gouden medaille in het dubbelspel, samen met Stéphane Houdet.
In het enkelspel bereikte hij de tweede plaats op de wereldranglijst (augustus 2015); in het dubbelspel bereikte hij de eerste plaats (september 2018).